# Acaena pumila
Acaena pumila är en rosväxtart som beskrevs av Vahl. Acaena pumila ingår i släktet taggpimpineller, och familjen rosväxter. Inga underarter finns listade i Catalogue of Life.